# 梵珠山
梵珠山（ぼんじゅさん）は青森市と五所川原市に跨る標高468mの山。

## 概要
青森県立梵珠少年自然の家などが整備されている。1968年（昭和43年）10月、眺望山自然休養林（梵珠山地区）が設定された。また、同月、明治百年記念事業の一環として青森県の「県民の森梵珠山」に指定された。
青森市浪岡は浪岡氏による地名であり浪岡大釈迦地区は釈迦が付く大釈迦駅や大釈迦川など飛鳥時代から信仰に関わる名が付けられたとされる。梵珠山の東方10kmには三内丸山遺跡がある。
五所川原町（現・五所川原市）出身の林柾次郎が1928年（昭和3年）に作詞し、ダークダックスの代表曲とも言われるスキーの歌『シーハイルの歌』で梵珠山が歌われる。

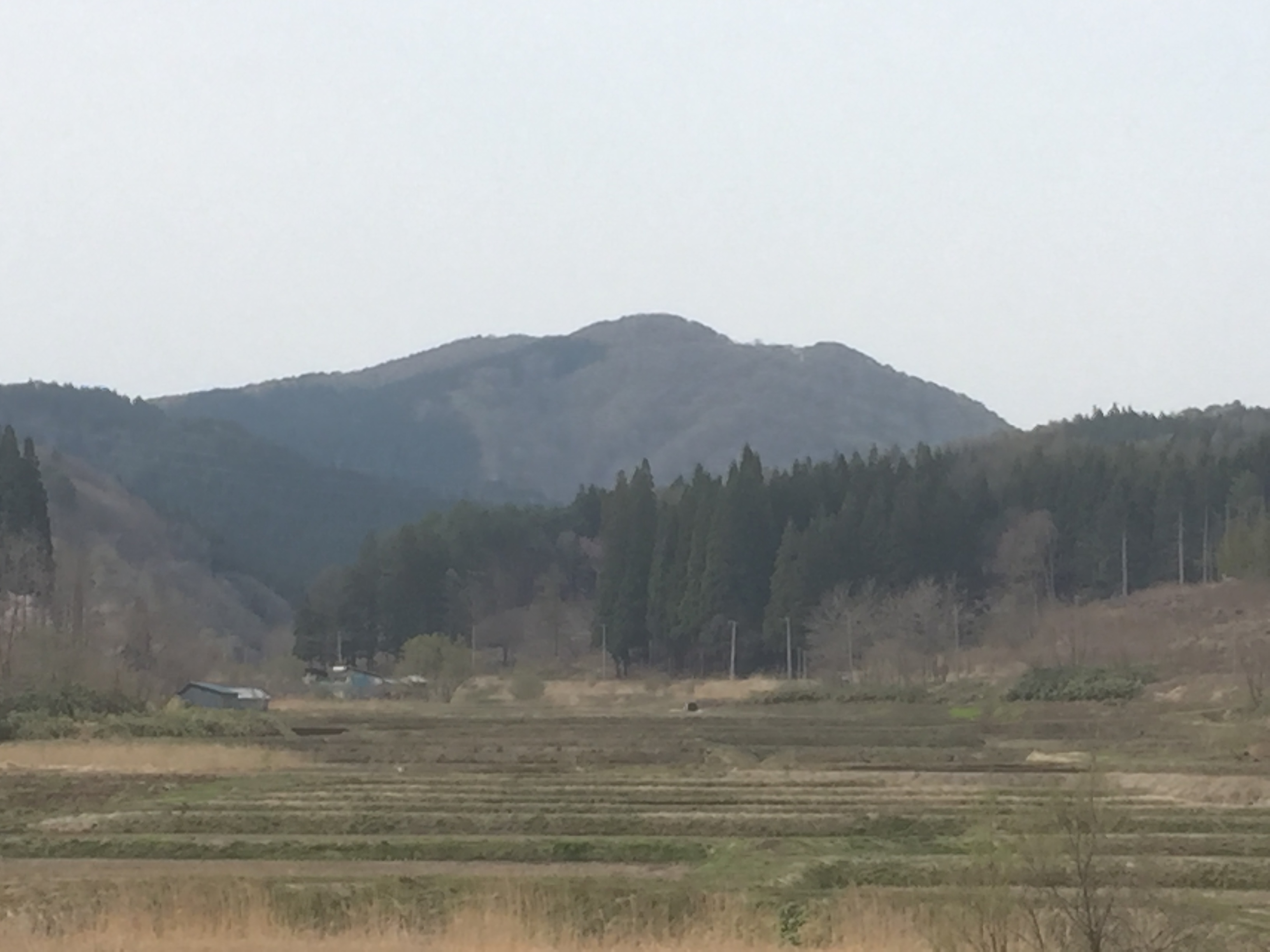
南南東から
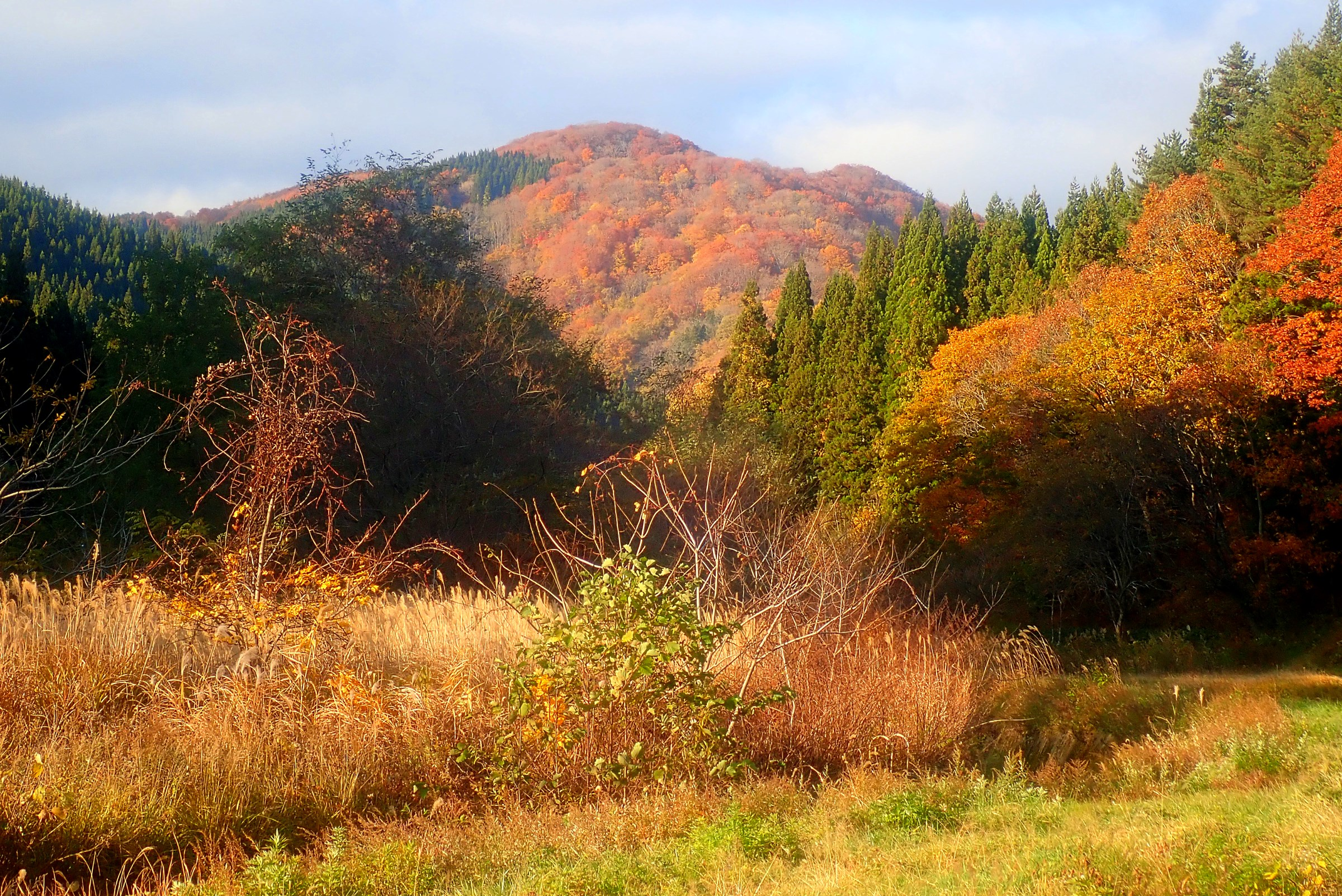
県民の森側から見た梵珠山
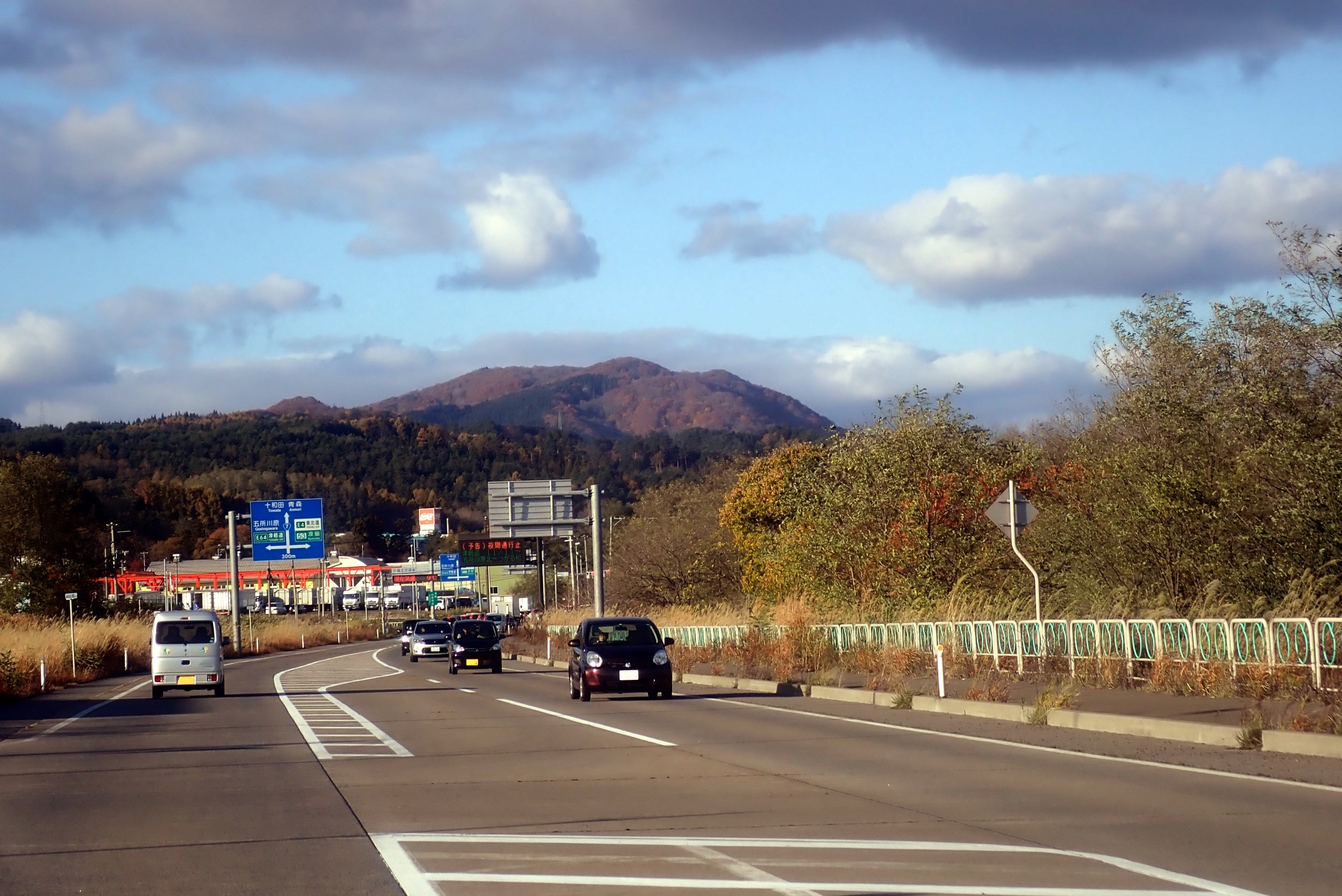
浪岡市街地（国道7号）から

## 由来
東北地方に奈良時代仏教を布教した法相宗の道昭上人が釈迦三尊の文殊菩薩の文殊に因み、当時からまたはその後造語として「梵珠」と名付けたとされる。梵とはブラフマンとも言われる宇宙の根本原理。珠は数珠にも使われる文字で丸い玉を意味する。

## アクセス
- 国道7号大釈迦バイパスまたは国道101号(旧国道7号)から青森市道梵珠線に入る。